# Варнавский, Алексей Дмитриевич
Алексей Дмитриевич Варнавский (укр. Олексій Дмитрович Варнавський; 6 апреля 1957, Макеевка, Сталинская область — 28 февраля 2008, Бердянск, Запорожская область) — советский, украинский футболист и тренер, двукратный обладатель Кубка СССР, мастер спорта СССР (1978).

## Биография

### Карьера игрока
Футболом начал заниматься в макеевском СК «Зарево», у тренера Виктора Ивановича Петрова. Принимал участие в турнирах на приз «Кожаный мяч», выступал в юношеском первенстве республики. Позже играл в молодёжной команде «Кировец» (Макеевка), где его тренером был Иван Фёдорович Скребец, который и порекомендовал юного футболиста наставнику дублёров донецкого «Шахтёра» — Михаилу Калинину. Сезон 1974 года отыграл за команду резервистов горняцкого клуба. В следующем году Варнавский был призван на службу в армию и направлен в киевский СКА, который в 1975 году базировался в Чернигове. В армейском коллективе выступал на позиции правого полузащитника, был игроком основного состава.
После демобилизации вернулся в донецкую команду. В высшей лиге Варнавский дебютировал 11 сентября 1977 года, в домашнем поединке против «Черноморца» (Одесса), отыграв полный матч. В дальнейшем за первую команду играл не часто, за два года приняв участие только в девяти матчах чемпионата. В 1978 году принял участие в финальном матче Кубка СССР, в котором его команда уступила киевским динамовцам. Осенью того же года дебютировал в еврокубковых турнирах. 27 сентября принял участие в матче Кубка кубков «Шахтёр» (Донецк) — «Барселона». Начало матча для горняков сложилось удачно, уже на первой минуте они повели в счёте. Но уже через полчаса грубая ошибка игравшего на фланге обороны Варнавского позволила форварду «Барселоны» Кранклю сравнять счёт. В целом, молодой правый защитник, за исключением ошибки, отыграл уверенно. Всего за карьеру в еврокубковых турнирах сыграл 10 матчей (6 поединков и 2 забитых гола в Кубке кубков и 4 игры в Кубке УЕФА).
В 1979 году «Шахтёр» возглавил Виктор Носов, при котором Варнавский стал стабильным игроком основного состава, пропустившем в чемпионате ставшем для горняков «серебряным», только один поединок. В этом же году получил вызов во вторую сборную СССР, в составе которой провёл две игры.
В 1980 году Варнавский стал обладателем Кубка СССР. В решающем поединке его клуб обыграл динамовцев Тбилиси. После финального матча капитан команды Владимир Сафонов, представляя своих партнёров, так охарактеризовал Варнавского:
К нему слово «опыт» вроде бы совершенно не применимо, но обратите внимание, играет почти без ошибок. Он как то сразу вошёл в основной состав и не только сразу вписался в линию обороны, но и стал довольно результативным атакующим игроком, умеющим находить внезапные и  нестандартные тактические ходы
.
В начале следующего сезона «Шахтёр» сыграл в матче за Суперкубок СССР против чемпионов страны — киевских динамовцев и уступили в послематчевых пенальти. В 1983 году «Шахтёр» в очередной раз стал обладателем Кубка СССР, обыграв в финале харьковский «Металлист» со счётом 1:0. Алексей Варнавский, игравший в статусе вице-капитана команды, был одним из лучших на футбольном поле, надёжно сыграв в обороне и активно обостряя ситуацию на своём фланге при подключениях к атакам горняков. В том же году, 1 ноября, состоялся ответный матч 1/8 финала розыгрыша Кубка кубков, в котором швейцарский «Серветт» принимал на своём поле «Шахтёр». Победу донецкой команде и как итог выход в следующий этап соревнований, принесли два точных удара, подключившигося в атаку защитника Варнавского. Ещё дважды, в 1985 и 1986 годах, Варнавский с командой пробивался в финал Кубка СССР, но «Шахтёр» уступал своим соперникам.
Стойкий и самоотверженный на футбольном поле, за его пределами Варнавский был добродушным, компанейским парнем, любил весёлые застолья, зачастую позволяя себе нарушать спортивный режим. Его несколько раз отчисляли из команды, футболист каялся и его снова возвращали, тем более в игре защитник выкладывался сполна. С приходом на тренерский мостик Олега Базилевича возросли и требования к дисциплине, но всё же Варнавский продолжал оставаться в основной обойме команды.
В 1987 году старшим тренером «Шахтёра» был назначен Анатолий Коньков, который стал делать ставку на более молодых игроков. В результате 30-летнему защитнику пришлось покинуть команду, перебравшись в ждановский «Новатор». В сентябре Варнавский получил приглашение от Михаила Фоменко, возглавлявшего «Гурию», помочь команде в борьбе за право остаться в высшей лиге. В грузинском клубе отыграл до конца сезона, затем вернулся в Жданов, продолжив выступать за второлиговый «Новатор», где был лидером на футбольном поле. В сезоне 1988 года номинальный защитник, начинавший карьеру на позиции форварда, по итогам чемпионата стал лучшим бомбардиром команды, забив 22 мяча, установив рекорд клуба по забитым голам за сезон.
В 1990 году перешёл в запорожское «Торпедо», с которым по итогам первенства стал чемпионом Украинской ССР. По завершении чемпионата вернулся домой, где играл в любительских клубах. В 1992 году тренировавший кировоградскую «Звезду» бывший партнёр по «Шахтёру» Николай Федоренко пригласил его в свою команду. Заканчивал игровую карьеру Варнавский в российском клубе Кристалл (Дятьково), куда его пригласил возглавлявший команду Александр Васин.

### Карьера тренера
Тренерскую карьеру начал в 1993 году, возглавив команду «Антрацит» (Кировское), выступавшую в переходной лиге чемпионата Украины. Позже в том же году перешёл в российскую команду «Кристалл» Дятьково, где одновременно был игроком и помощником тренера. За короткий срок коллектив, пройдя любительские турниры, пробился в профессиональную лигу. В 1995 году команду покинул её наставник — Александр Васин, и на его место был назначен Варнавский. По итогам сезона дятьковский клуб занял 6 место в своей зоне третьей лиги чемпионата России.
Вскоре Варнавский вернулся в Донецк. Играл за ветеранские команды, работал детским тренером в ДЮСШ, был селекционером донецкого «Шахтёра». В первом круге сезона 2000/2001 возглавлял «Шахтёр-3», выступавший во второй лиге. В 2001 году входил в тренерский штаб луганской «Зари».
Но вскоре Варнавский, к тому времени «завязавший» с алкоголем, снова сорвался, вернувшись к пагубной привычке. Ему многие пытались помочь — и болельщики, и бывшие партнёры по команде. Донецкий «Шахтёр» выплачивал стипендию президента клуба, как заслуженному ветерану команды, помог сделать операцию на глазах. Николай Федоренко и Валерий Рудаков, с которыми Варнавский дружил многие годы, пытались уговорить его начать новую жизнь, но всё было тщетно. В последние годы Варнавский проживал в Макеевке, куда он переехал после развода с женой. В марте 2008 года в прессе появились сообщения об исчезновении Варнавского. Как позже выяснилось, Алексей Дмитриевич решил обменять свою квартиру в Макеевке на другое жильё и временно переехал в гостиницу города Бердянск. 28 февраля 2008 года он был найден замёрзшим на одной из улиц города. Похоронен на муниципальном кладбище № 2 города Бердянск.

## Достижения
- Серебряный призёр чемпионата СССР: 1979
- Обладатель Кубка СССР: 1980, 1983
- Финалист Кубка СССР: 1978, 1984/85, 1985/86
- Чемпион Украинской ССР: 1990

## Семья
Был дважды женат. От первого, гражданского брака — сын Александр. Со второй супругой, Любовью, прожил многие годы в официальном браке, вместе воспитывали дочь Алёну.

## Образование
- Окончил Донецкий институт советской торговли